# Tiếng Dogri

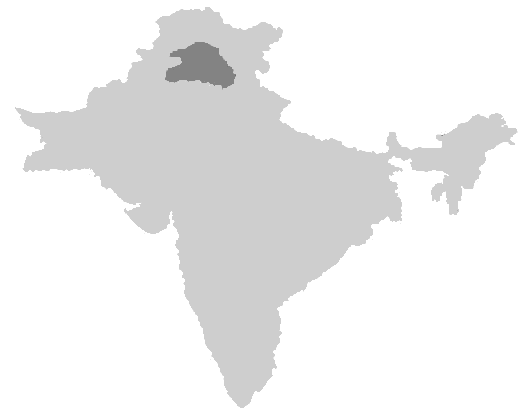
Những khu vực sử dụng tiếng Dogri và các phương ngữ tại Ấn Độ và Pakistan

Tiếng Dogri (डोगरी hay ڈوگرى) là một ngôn ngữ thuộc ngữ chi Ấn-Arya.
Ngôn ngữ này có 5 triệu người sử dụng ở Ấn Độ và Pakistan, chủ yếu ở vùng Jammu ở bang Jammu và Kashmir. Tiếng Dogri là thành viên của nhóm ngôn ngữ Tây Pahar. Ngôn ngữ này được gọi là Pahar (पहाड़ी hay پاھڑ ی) ở Pakistan và những khu vực do nước này kiểm soát tại Kashmir. Không giống như các ngôn ngữ khác trong Ngữ hệ Ấn-Âu, tiếng Dogri có thanh điệu, một đặc điểm giống các ngôn ngữ khác trong nhóm Tây Pahar và tiếng Punjab.

## Chữ viết
Tiếng Dogri vốn dùng chữ Takri, có quan hệ gần gũi với chữ Sharada của người Kashmir và chữ Gurmukhī được dùng để viết tiếng Punjab. Tiếng Dogri nay thường sử dụng chữ Devanagari tại Ấn Độ và dạng Nasta’lig của chữ cái Ba Tư-Ả Rập tại Pakistan và các khu vực họ kiểm soát tại Kashmir.